# ギルス・ゴドウィンソン

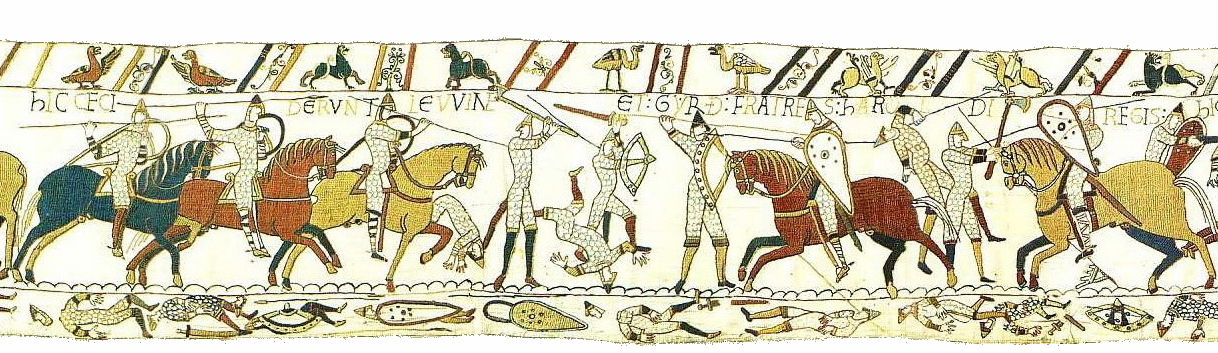
バイユーのタペストリーに描かれたギルスと彼の兄弟たちの戦死シーン

ギルス・ゴドウィンソン（古英語: Gyrð Godƿinson, 1032年頃 - 1066年10月14日）は、アングロ・サクソン人の大貴族ウェセックス伯ゴドウィンの四男で最後のアングロ・サクソン系イングランド王ハロルド・ゴドウィンソンの弟である。1051年に兄のスヴェン・ゴドウィンソンと共にフランドルへ亡命していたが、スヴェンとは異なり晩年にはイングランドに帰還した。兄弟のハロルドとトスティ・ゴドウィンソンとギルスの3人だけが、父親ゴドウィンの死に立ち会うことができたとされる。ノルマン・コンクエストで戦死したことが明らかとなっているアングロ・サクソン貴族の1人である。

## 生涯
1053年4月、イングランド王国で権勢を誇った父ゴドウィンが亡くなり、ギルスやハロルドを始めとするゴドウィンの息子たちは父から受け継いだ領土の保全に全力を尽くした。そしてハロルドは父親からウェセックス伯の地位を継承し、イングランド王国において国王に次ぐ権力を握った。ギルスはケンブリッジシャー地方やオックスフォードシャー地方をはじめとする領地を与えられ、イースト・アングリア伯（在:1055年 - 1057年）に任命された。またギルスの兄弟レオフウィン・ゴドウィンソンもケントやエセックス、ミドルセックスやハートフォード、サリーやバッキンガムシャー地域を領地として与えられそれぞれの地域の伯爵に任命されていたため、イーストアングリアのほぼ全域がゴドウィンの息子たちによって支配されていた。
フランスの歴史家オーデリック・ヴィタリス（en）やマームズベリのウィリアム（en）の文献によると、ギルスは兄のハロルドに対して、自ら軍を率いてノルマンディー公ギヨームの軍勢と決戦するのではなく、後々の戦いのためにロンドンに留まり続けるよう説得し、ハロルドがかつてギヨームに臣従を誓ったことを思い出させようとしたとされる。しかしハロルドはギルスの忠告を無視し、ヘイスティングスの戦いでノルマンディー軍に挑んだ。結果、ハロルド・ギルス・レオフウィンら3人の兄弟は皆戦死した。

## 文献
- Barlow, Frank, ed. Vita Ædwardi
- DeVries, Kell (1999). The Norwegian Invasion of England in 1066. Boydell Press. p. 108–114. ISBN 1-84383-027-2
- Gravett, Christopher (1992). Hastings 1066: The Fall of Saxon England. Campaign. 13. Oxford, UK: Osprey. ISBN 978-1-84176-133-6